# Rudolf von Cramer (General, 1818)
Friedrich Heinrich Rudolf Cramer, seit 1864 von Cramer (* 27. Dezember 1818 im Kloster Marienstuhl, Kreis Wanzleben; † 27. April 1902 in Bad Blankenburg) war ein preußischer Generalmajor und Kommandant der Festung Magdeburg.

## Leben

### Herkunft
Rudolf war der Sohn des preußischen Kriegs- und Domänenrates sowie Herrn auf Bleckendorf Gerhard Cramer († 1823) und dessen Ehefrau Wilhelmine, geborene Kirchhoff (1799–1879).

### Werdegang
Cramer trat am 9. Juli 1835 als Füsilier in das 27. Infanterie-Regiment der Preußischen Armee ein, avancierte bis Anfang März 1838 zum überzähligen Sekondeleutnant, wurde Mitte Oktober 1839 zunächst über dem Etat und am 22. März 1840 in den Etat einrangiert. Vom 26. Februar bis zum 1. Juli 1844 war er zur Gewehrfabrik nach Suhl sowie vom 1. April 1845 bis zum 20. März 1846 zur Garde-Pionier-Abteilung kommandiert. Daran schloss sich vom 1. Mai 1846 bis zum 1. November 1849 eine Kommandierung als Adjutant und Rechnungsführer beim III. Bataillon im 27. Landwehr-Regiment in Aschersleben an. 1849 nahm Cramer während der Niederschlagung der Badischen Revolution an den Gefechten bei Ladenburg und am Federbach sowie der Belagerung von Rastatt teil. Nachdem er im Dezember 1850 zum Premierleutnant befördert worden war, versah er ab dem 19. Februar 1851 seinen Dienst als Kompanieführer im II. Bataillon des 27. Landwehr-Regiments in Halle (Saale). Er stieg Mitte März 1854 zum Hauptmann auf, war von April 1854 bis März 1855 wieder in seinem Stammregiment und wurde anschließend als Kompanieführer im II. Bataillon des 27. Landwehr-Regiment in Bitterfeld kommandiert. Nach seiner Rückkehr am 31. Mai 1857 wurde er am 17. September 1857 zum Kompaniechef im 27. Infanterie-Regiment ernannt. Am 1. Mai 1860 kam Cramer in das 27. kombinierte Infanterie-Regiment, aus dem zum 1. Juli 1860 das 4. Magdeburgische Infanterie-Regiment Nr. 67 hervorging. Am 11. November 1862 wurde er als Major in das 8. Brandenburgische Infanterie-Regiment Nr. 64 versetzt und am 14. Oktober 1864 zum Bataillonskommandeur ernannt.
Während des Deutsch-Dänischen Krieges kämpfte Cramer bei Nübel, Büffelkoppel, Wilhoy, Frydendal und Osterdüppel sowie beim Sturm auf die Düppeler Schanzen und dem Übergang nach Alsen. Für Alsen erhielt er den Roten Adlerorden IV. Klasse mit Schwertern und das Mecklenburgische Militärverdienstkreuz. Außerdem wurde er „wegen seines tapferen Verhaltens vor dem Feinde bei der Einnahme der Insel Alsen“ am 14. August 1864 durch König Wilhelm I. in den erblichen preußischen Adelsstand erhoben.
Im Deutschen Krieg nahm er 1866 an der Schlacht bei Königgrätz teil. Er wurde am 20. September 1866 zum Oberstleutnant befördert und am 30. Oktober 1866 in das Infanterie-Regiment Nr. 78 versetzt. Unter Stellung à la suite seines Regiments wurde Cramer krankheitshalber am 22. März 1868 als Kommandant nach Wittenberg versetzt und erhielt in dieser Stellung am 23. Juli 1868 den Charakter als Oberst. Am 27. April 1869 bekam er das Patent zu seinem Dienstgrad und wurde als Kommandant nach Sonderburg-Düppel versetzt. Am 2. September 1873 bekam er den Charakter als Generalmajor und anlässlich des Ordensfestes im Januar 1876 den Kronen-Orden II. Klasse. Am 18. Mai 1876 erhielt er sein Patent als Generalmajor und wurde als Kommandant in die Festung Magdeburg versetzt. Unter Verleihung des Roten Adlerordens II. Klasse mit Eichenlaub und Schwertern am Ringe wurde Cramer am 5. Februar 1878 mit Pension zur Disposition. Er starb am 27. April 1902 in Bad Blankenburg im Harz.
Der General der Infanterie von Manstein schrieb 1869 in seiner Beurteilung: „Nach persönlichen wie dienstlichen Eigenschaften mit lange bekannt, hat Oberst von Cramer auch in der gegenwärtigen Stellung das ernste Bestreben, seinen Pflichten auf das Beste nachzukommen. Allerdings greift er mitunter noch fehl, indem er insbesondere politische Verhältnisse und Fragen in seinen Bereich ziehen zu müssen, auch wohl seine Autorität verletzt glaubt, wo dies nicht zutrifft. Bei seinem rechtschaffenen ehrenwerten Charakter bin ich jedoch der Meinung, daß Oberst von Cramer nach beiden Seiten sich zurechtfinden und seine Stellung gut ausfüllen wird.“

### Familie
Cramer heiratete am 9. April 1856 in Bitterfeld Klara Schröder (1833–1875). Das Paar hatte mehrere Kinder:
- Marianne (1857–1880) ⚭ 26. September 1878 Heinrich Teltz († 1892), preußischer Hauptmann a. D.
- Martin Rudolf (1858–1881), preußischer Sekondeleutnant
- Wigand (1860–1943), preußischer Generalmajor
- Rudolf (1862–1943), preußischer Generalmajor

⚭ 1900 Dorothea von Waldenburg (1877–1907)
⚭ 1917 Helene Reinke (* 1877), Witwe des Wilhelm von Kummer († 1914)
- Gertrud Charlotte Klara (* 1864) ⚭ 13. April 1883 Heinrich Teltz († 1892), preußischer Hauptmann a. D.[2]
- Dietrich Johannes Karl (* 1865), Reichsbankvorstand in Hannover
- Franz Rudolf (1870–1914), preußischer Major
- Ernst Rudolf (1871–1914), preußischer Major
- Klara Rudolfine (* 1875), Pianistin ⚭ 16. April 1903 Adolf Holst (1867–1945), deutscher Pädagoge, Kinderbuchautor und -herausgeber